# Ligne 163 (chemin de fer slovaque)
Pour les articles homonymes, voir Ligne 163.
La ligne 163 des chemins de fer slovaque relie Breznička à Katarínska Huta.

## Histoire
La ligne Breznička - Katarínska Huta a été ouverte le 24 novembre 1901. Le 2 février 2003, le trafic passager a été suspendu.